# 4e groupe d’escadrons de hussards
Die 4egroupe d’escadrons de hussards (4e G.E.H) wurde im Jahre 1779 als Régiment Colonel-Général hussards aufgestellt. Die Einheit ist aktiv und ungeachtet der Bezeichnung ein Führungsunterstützungsregiment der französischen Landstreitkräfte.

## Aufstellung und Namensgebung in chronologischer Reihenfolge
- 1779: Das Régiment hussards Colonel-général   wurde vom Herzog von  Chartres in seiner Eigenschaft als „Colonel général des hussards“ aus jeweils einer Eskadron der Husarenregimenter de Bercheny, de Chamborant, de Conflans und d’Esterhazy aufgestellt.[2]
- 30.  Mai 1788 : Verstärkt durch Kontingente aus dem Kavallerieregiment „de Quercy“, den Infanterieregimentern „de Septimanie“ , „de Nassau“,[3] „de La Marck,“[3] „de Franche-Comté“ und „des Evêchés“.
- 1. Januar 1791: Alle Regimenter verloren die Namen, die sie während des Ancien Régime innegehabt hatten, aus dem „Régiment hussards Colonel-général“ wurde das 5e régiment de hussards.
- 4. Mai 1792 : Nachdem der Général Charles-François Dumouriez und mit ihm das komplette „4erégiment de hussards“, das vormalige „Régiment Saxe-Hussards“, zur Armée des émigrés übergelaufen war, übernahm das 5. Regiment dessen Nummer 4.
- 1814 : Nach der ersten Wiederherstellung des Königtums erfolgte die Umbenennung in „Régiment des hussards de Monsieur“[4]
- 1815 : Rückbenennung in 4e régiment de hussards (Herrschaft der Hundert Tage) Nach der endgültigen Abdankung Napoleons wurde es zunächst aufgelöst.
- 1816 : Neuaufstellung als Régiment des hussards du Nord
- 1825 : Erneute Umbenennung in 4e régiment de hussards
- 2. Juli 1940 : Auflösung
- 15. Februar 1945 : Neuaufstellung des 4e régiment de hussards
- 30. Oktober 1945 : Aufgelöst und in das „2e régiment de hussards“ eingegliedert.
- 15. Juli 1956 : Neuaufstellung
- 15. Januar  1958 : Auflösung
- 1. April 1959 : Wiederaufstellung aus Teilen des „31e régiment de dragons“ (31. Dragonerregiment)
- 1964 : Auflösung und Wiederaufstellung – das Regiment wurde in das „8e régiment de dragons“  eingegliedert und unmittelbar danach aus dem „1e régiment de chasseurs d’Afrique“ (1. Regiment der afrikanischen Jäger) und dem Ausbildungsstamm des „6e régiment de dragons“  wieder aufgestellt.
- 1984 : In Laon aufgelöst, die Standarte wurde an das GMR/des 6-4e RH übergeben.[5]
- 1991 : Wiederaufstellung des 4e régiment de hussards als Unterstützungseinheit des RMD-NE/CMD in Metz.
- 2000 : Umbenennung in 4e groupe d’escadrons de hussards (4e G.E.H)
- 2011 : Kommandiert zum Unterstützungskommando des Verteidigungsabschnitts Metz.

## Mestres de camp/Colonels/Chefs de brigade
Mestre de camp war die Rangbezeichnung für den Regimentsinhaber und/oder den tatsächlichen Kommandeur. Sollte es sich bei dem Mestre de camp um eine Person des Hochadels handeln, die an der Führung des Regiments kein Interesse hatte (wie z. B. der König oder die Königin) so wurde das Kommando dem Mestre de camp lieutenant (oder Mestre de camp en second) überlassen. Die Bezeichnung Colonel wurde von 1791 bis 1793 und ab 1803 geführt, von 1793 bis 1803 verwendete man die Bezeichnung Chef de brigade. Ab 1791 gab es keine Regimentsinhaber mehr.
| I. | II. | III. |
| --- | --- | --- |
| - 1779 Comte de Montréal - 1783 Marquis du Chastelier-Dumesnil - 1791 : Colonel Drouot de la Marche - 1792 : Colonel Miezskowski - 1793 : Chef de brigade Barbier - 1794 : Chef de brigade Boyé - 1794 : Chef de brigade Flosse - 1796 : Chef de brigade Merlin - 1797 : Chef de brigade Pajol - 1804 : Colonel André Burthe d’Annelet - 1811 : Colonel Christophe - 1815 : Colonel Blot - 1816 : Colonel Oudinot - 1822 : Colonel de Merssemann - 1829 : Colonel de Louvencourt - 1830 : Colonel Richard - 1832 : Colonel Antoine Fortuné de Brack - 1838 : Colonel de Lesparda - 1841 : Colonel Dormoy - 1850 : Colonel Gallais - 1855 : Colonel Simon de la Mortière - 1864 : Colonel Choury de la Vigerie | - 1871 : Colonel Cousin de Montauban - 1875 : Colonel Bauvieux - 1880 : Colonel de Poul - 1886 : Colonel Colinet de Labeau - 1888 : Colonel Gaudin - 1895 : Colonel Le Moine de Margon - 1900 : Colonel du Cor de Duprat - 1908 : Colonel Renaud - 1911 : Colonel Joubert - 1915 : Colonel Dollfus - 1916 : Colonel Parrot - 1925 : Colonel Bonnet - 1929 : Colonel Langlois - 1931 : Colonel du Bessey de Contenson - 1934 : Colonel Saint Poulof - 1934 : Colonel Rupied - 1938 : Colonel Chiappini - 1945 : Colonel Reboul - 1945 : Colonel Finaz - 1956 : Colonel Duboster - 1957 : Colonel Giraud - 1959 : Colonel Oddo - 1960 : Colonel Noe | - 1962 : Colonel Heraud - 1964 : Colonel Burin des Roziers - 1964 : Colonel de Barry - 1966 : Colonel Février - 1968 : Colonel Gonneville - 1970 : Colonel de Lassus - 1972 : Colonel Gérin-Roze - 1974 : Colonel de Zélicourt - 1976 : Colonel Chevallereau - 1978 : Colonel Jacquot - 1980 : Colonel Voinot - 1982 : Colonel Rocolle - 1988 : Colonel Boulery - 1991 : Colonel L’homme - 1993 : Lieutenant-colonel Valet nul - 1995 : Lieutenant-colonel Enguilabert - 1997 : Colonel de Colombel - 1999 : Colonel Joannes - 2001 : Colonel Pillet - 2003 : Colonel Martin - 2005 : Lieutenant-colonel Salsedo - 2007 : Lieutenant-colonel Maurin - 2009 : Lieutenant-colonel Rocolle |

## Gefechtskalender

### Revolutionskriege und Erstes Kaiserreich
Das 5. dann 4. Husarenregiment war der Zentrumsarmee zugeteilt.
- 20. September 1792: Kanonade bei Valmy
- 1792 : Schlacht bei la Croix-aux-Bois

1793 und 1794 1794 der Armée du Nord zugeteilt.
- Gefecht bei Maastricht
- Schlacht bei Aldenhoven
- Schlacht bei Tirlemont
- Schlacht bei Hondschoote
- Schlacht bei Wattignies
- Übergang über die Sambre

Am 11. Mai 1794, gelang es einem Angehörigen des Regiments, dem Sous-lieutenant  und späterem Marschall von Frankreich Étienne Maurice Gérard, mit einer Abteilung einen feindlichen Konvoi und eine Haubitze wegzunehmen.
Von 1794 bis 1797 war das Regiment der Armée de Sambre-et-Meuse zugeteilt.
- 26. Juni 1794 : Schlacht bei Fleurus (1794)
- Gefecht bei  Langenheim
- 1795 : Bei der Belagerung von Mainz
- 1797 : Überquerung des Rheins bei Neuwied; der Lieutenant Devaillant nahm hier mit nur 30 Husaren ein österreichisches Bataillon gefangen.

1798 war das Regiment der Armée de Mayence zugeteilt und wechselte im folgenden Jahr zur Armée du Danube (Donauarmee).
- 25. März 1799 : Schlacht bei Stockach ; die 2. Escardon mit ihrem Chef Pierre Claude Pajol an der Spitze, nahm zwei feindliche Bataillone gefangen.
- Gefecht bei Altikon
- 4. Juni 1798: Gefecht bei Winterthur
- 25. September: Zweite Schlacht um Zürich

Im Jahr 1800 wurde das Regiment zur Armée du Rhin (Rheinarmee) abkommandiert.
Im Jahr 1804 erhielt das Regiment vier kaiserliche Adler und Standarten vom Modell Challiot ausgehändigt. 1805 bestand die Einheit aus 637 Männern in der Brigade von Général Picard, Division Kellerman, „1er corps d’armée“ von Maréchal Bernadotte in der Grande Armée.
- 1805 :
  - 2. Dezember: Schlacht bei Austerlitz

- 1806 bis 1807 :
- Feldzug in Preußen und Polen

Gefecht bei Saalfeld
Schlacht bei Jena
Schlacht von Lübeck
Gefecht bei Liebstadt
Gefecht bei Mohrungen
Schlacht bei Friedland.

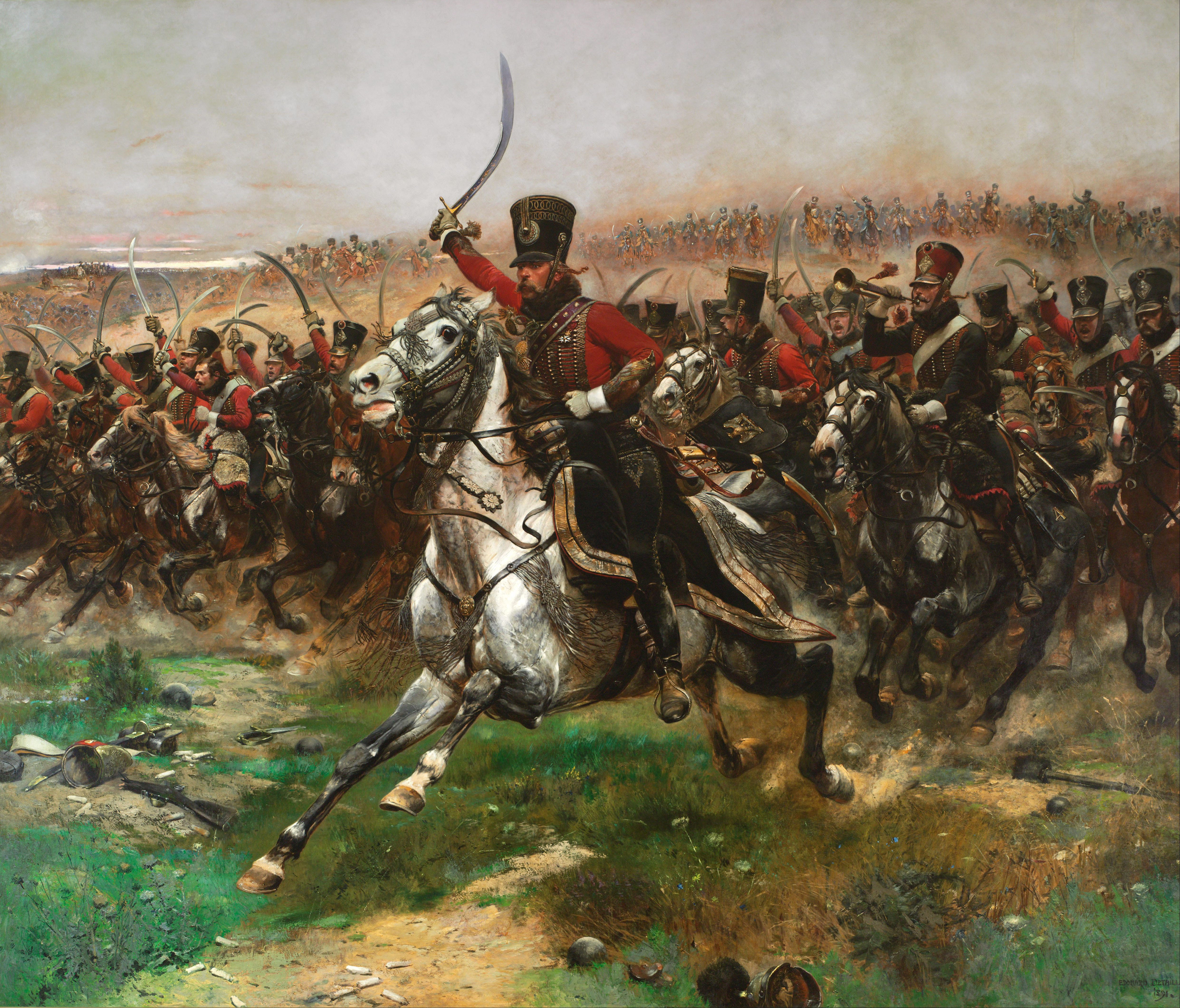
Attacke des 4. Husarenregiments in der Schlacht bei Friedland am 14. Juni 1807

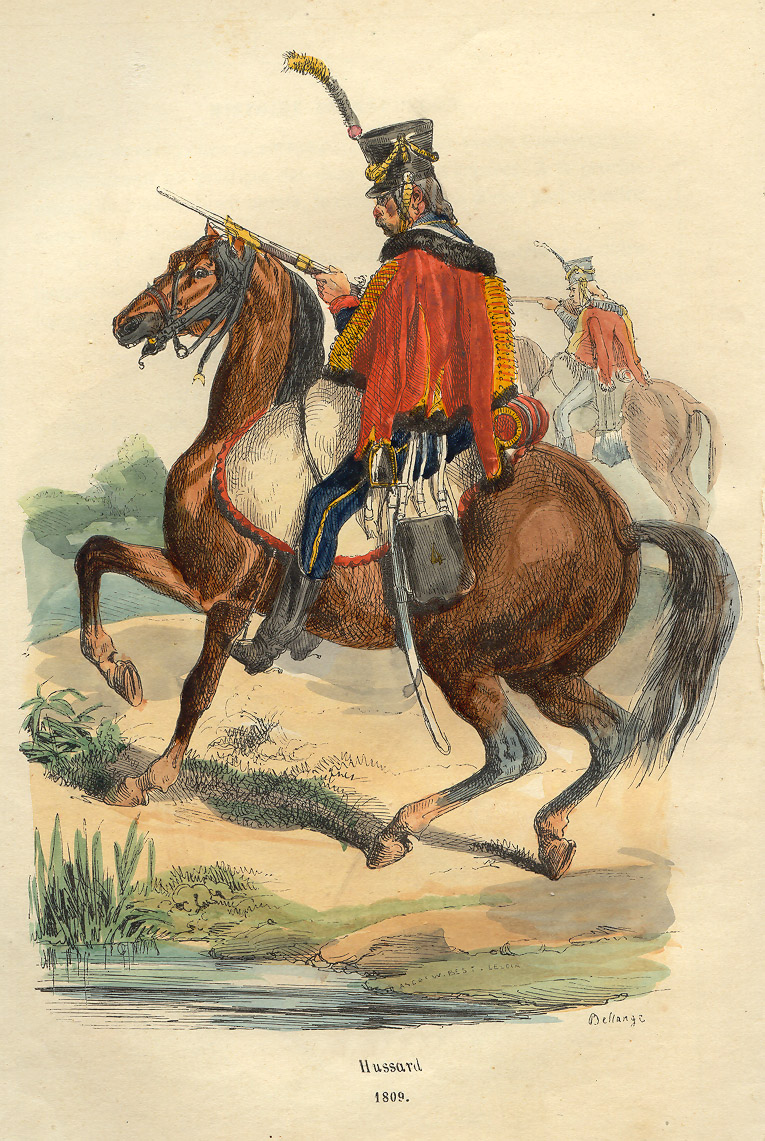
Hussar des Regiments 1809

Am 27. September 1808 wurden dem Regiment von der Stadt Paris zwei goldene Kronen für die Verdienste verliehen, anschließend wurde es zur Armee nach Spanien kommandiert. Es kämpfte dort bis 1813:
- 1809

Schlacht bei  Alcañiz
Schlacht bei  Belchite
- 1811

Schlacht bei Stella
Gefecht bei Chiclana
Schlacht bei Sagunt
Gefecht bei Tecla
Am Col d’Ordal

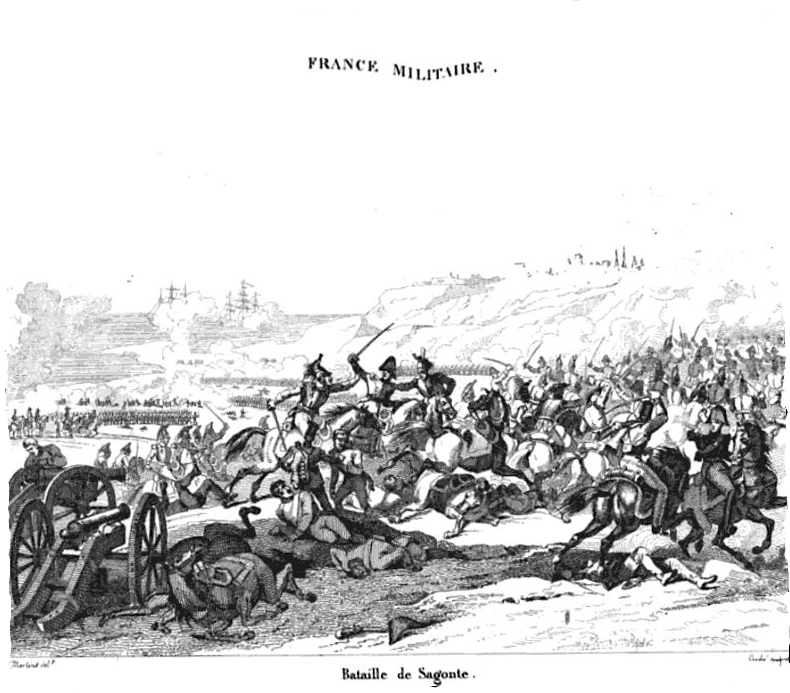
Die Schlacht bei Sagonte (Sagunt)

Im Jahre 1812 befand sich noch ein Adler bei der Truppe, die anderen waren am 19. März in die Heimat zurückgeschickt worden. Die Standarte war vom Modell 1812 mit den Inschriften: Austerlitz / Iéna / Friedland.
Während der Kämpfe in Deutschland im Jahre 1813 wurde das Regiment dem „3e corps de cavalerie“ (3. Kavalleriekorps) der Grande Armée zugeteilt. Es kämpfte in der:
Schlacht bei Großbeeren
Völkerschlacht bei Leipzig
1814 war die Einheit Teil des „6e corps de cavalerie“ (6. Kavalleriekorps) in Lyon unter dem Kommando von Augereau. Am 10. Januar fanden nördlich von Bourg zwischen französischen und österreichischen Truppen erste Scharmützel und am folgenden Tag ein französischer Angriff statt. Die Österreicher konnten den Angriff abwehren und begannen ihrerseits mit einem Gegenangriff gegen Challes.  Den französischen Kräften gelang es, heftigen Widerstand leistend, sechs Kanonen nach Meximieux in Sicherheit zu bringen. Das Regiment kämpfte während dieser Zeit bei Lons-le-Saunier, Châlons und am 17. März bei Mâcon, wo es unter dem Kommando von Général Pannetier stehend sich Verdienste beim Angriff gegen vier feindliche Bataillone und vier Reiterschwadronen erwarb.
- 20. März 1814: Schlacht bei Limonest danach wurde das Regiment abgedankt (entlassen).

Nach der Wiederherstellung des Königtums zog es eine große Anzahl der Reiter vor nach Hause zu gehen. Der Rest blieb bei der Fahne und traten in den Dienst des Königs.

### Herrschaft der Hundert Tage
Nach der Rückkehr Napoleons von der Insel Elba wurde das Regiment in Vienne stationiert und mit einer Anzahl von Aufgaben in den Departements an der Rhone und in den Alpen betraut. In Vienne erhielt die Einheit auch wieder einen kaiserlichen Adler und eine Standarte vom Modell 1815 ausgehändigt, die auf dem Platz vor der Kirche von Vienne gesegnet wurden, nachdem man die weiße Standarte des königlichen Regiments bei der Nachricht von der Rückkehr Napoleons verbrannt hatte.
Das Regiment kämpfte dann noch:
- 16. Juni 1815 : Schlacht bei Ligny
- 18. Juni 1815: Schlacht bei Waterloo

Der Regimentskommandeur, Colonel Barbier war am 23. April 1794 während der Kämpfe vor Charleroi gefallen.

### 1815–1848
Nach dem Ende des Kaiserreichs wurde die Einheit in Orléans zusammengezogen, die kaiserlichen Adler und die Standarten wurden in Bourges vernichtet.
1832 befand sich die Garnison in Poitiers.

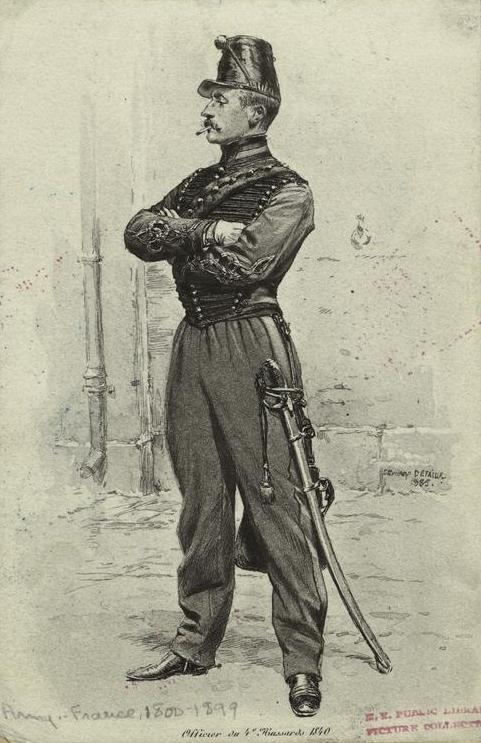
Offizier der 4e Hussards (1840).

### Zweite Republik
- 1848–1852 Für die Zeit der Zweiten Französischen Republik sind keine Aktivitäten bekannt

### Zweites Kaiserreich
- Während des Zweiten Kaiserreichs  war das 4e régiment de hussards bis 1870 in Pfalzburg  stationiert.
- Deutsch-Französischer Krieg

Am 1. August 1870 stieß das Regiment zur „Armée du Rhin“ (Rheinarmee).
Mit dem „4e régiment de lanciers“ (4. Ulanenregiment) unter Colonel Féline und dem „8e régiment de lanciers“ unter Colonel de Dampierre bildete es die 1ebrigade de cavalerie (1. Kavalleriebrigade) unter dem Befehl von Général Cambriel. Die 1. und 2. Kavalleriebrigade (Général Jolif) formierten die Kavalleriedivision Ameil, kommandiert von dem Divisionsgeneral Baron Ameil, die wiederum dem 7e Corps d’Armé des Divisionsgenerals Felix Douay zugeteilt war.
- Marschbewegungen

4. August 1870: In Belfort zur Formation des 7. Korps
6. August: Verlegung nach Mülhausen
8. August: Wieder in Belfort
16. August: Bahnverladung in Montbéliard
22. August: Ankunft in Reims
23. bis 26. August: Marsch in Richtung Osten
31. August – Schlacht von Sedan

### Erster Weltkrieg
Im Jahre 1914 gehörte die Einheit zur „4e brigade de cavalerie légère“ (4. Leichte Kavalleriebrigade). Das Depot und die Verwaltung befanden sich in Reims, das Regiment selbst war in Verdun  stationiert.
In der Nacht vom 30. auf den 31. Juli 1914 verließ das Regiment die Garnison und verlegte in Richtung Rhein. Bis November 1914 war es mit Aufklärungsaufgaben betraut um dann teilweise infanteristisch eingesetzt zu werden. Es kämpfte:
- in der Marneschlacht
- im Artois,
- in der Schlacht in der Champagne
- in der Lorettoschlacht
- In der Schlacht an der Somme
- bei Vimy
- bei Douai
- bei Soissons
- in der Tankschlacht von Cambrai
- in der Abwehrschlacht 1918

### Zweiter Weltkrieg
Mit Ausbruch des Zweiten Weltkrieges setzte sich das Regiment bei der Mobilmachung wie folgt zusammen:
- Etat-major (Stab)

Groupe commandement (Führungsgruppe)
Escadron hors rang (Außeretatmäßige Schwadron)
- 1e groupe d’escadrons de cavalerie (1. Kavallerie-Schwadronsgruppe)

Etat-major (Stab)
1e escadron de cavalerie (1. Kavallerieschwadron)
Peloton commandement (Führungszug)
4 pelotons fusiliers (4 Schützenzüge)
2e escadron de cavalerie (2. Kavallerieschwadron)
Peloton commandement (Führungszug)
4 pelotons fusiliers (4 Schützenzüge)
- 2egroupe d’escadrons de cavalerie (2. Kavallerie-Schwadronsgruppe)

Etat-major (Stab)
3e escadron de cavalerie (3. Kavallerieschwadron)
Peloton commandement (Führungszug)
4 pelotons fusiliers (4 Schützenzüge)
4e escadron de cavalerie (4. Kavallerieschwadron)
Peloton commandement (Führungszug)
4 pelotons fusiliers (4 Schützenzüge)
5e escadron de mitrailleuses et d’engins (5. Maschinengewehr-Schwadron)
2 Pelotons de mitrailleuses et d’engins (2 Maschinengewehr-Züge)
2 groupes de cannonns antichars de 25 (2 Panzerabwehrgruppen mit Pak 25 mm)
1 Peloton mortier (1 Mörserzug)
- Personalbestand:

41 Offiziere
79 Unteroffiziere
963 Mannschaften
- Ausstattung:

805 Reitpferde
104 Zug- und Tragpferde
12 Fuhrwerke (hippomobiles)
43 Karetten (camionettes)
6 Personenkraftwagen
20 Motorräder mit Beiwagen

### Einsatz
- 12. April 1940: Alarmierung des Regiments. Laut Aufmarschplan sollte die Einheit als Teil der  5e  brigade de cavalerie  (5. Kavalleriebrigade) zur Verteidigung von Luxemburg eingesetzt werden. An der linken Seite war das „6e régiment de dragons“ (6. Dragonerregiment) und an der rechten Seite die „22e groupe de reconnaissance de corps d’armée“  (22. Armeekorps-Aufklärungsgruppe) vorgesehen.
- 10. Mai 1940: um 5.30 Uhr erfolgte der Marschbefehl zur luxemburgischen Grenze. Aufgabe des Regiments war die Zerstörung von Gleisen, Brücken und Tunneln. Um 18.00 Uhr in Düdelingen angekommen, wurde der Einsatzbefehl durch die Brigade aufgehoben.
- 11. Mai 1940: um 12.00 Uhr erfolgte der Befehl zum Rückzug. Das Regiment befand sich über Nacht dann in Zoufftgen, mit Ausnahme der 1. Schwadron, die sich in Volmerange aufhielt.
- 12. Mai 1940: um 14.00 Uhr griffen deutsche Truppen an, was Teile des Regiments zum Rückzug zwang. Mit Hilfe der 1. Schwadron  konnte die Situation jedoch zunächst bereinigt werden.
- 13. Mai 1940: außer gelegentlichem Artilleriefeuer war die Situation ruhig. Zu Beginn der Dunkelheit zog sich das Regiment hinter die Maginotlinie zurück.
- 15. Mai 1940: am Abend wurde die gesamte Brigade aus Lothringen abgezogen und an die Somme in die Region um Aumale verlegte. Die Strecke von 550 Kilometern wurde in 14 Etappen zurückgelegt.
- Die Verteidigung des Andelle Abschnitts
- 30. Mai 1940: Erste Teile des Regiments trafen in  Longpré-les-Corps-Saints (eine Gemeinde im Département Somme) ein und wurden zur Verstärkung des „2e régiment de dragons parachutistes“ (2. Dragoner-Fallschirmjägerregiment) befohlen. Diese hielten hier eine Schlüsselstellung besetzt.
- 31. Mai 1940: Nach dem Eintreffen der „Groupement de Beaumont“ zur Übernahme der Stellungen in Longprè verließen die Husaren zur Umgruppierung die Region und marschierten in Richtung von Warlus.
- 1. Juni 1940:  Die Einheit, noch mit zwei Panzerabwehrkanonen „canons de 25“ im Bestand, bewegte sich ohne Plan nach Norden.
- 6. Juni 1940: Die „5e brigade de cavalerie“ bestand nur noch aus dem 4. Husarenregiment und bildete eine Reserve östlich von Aumale, wo sich auch alle Pferde befanden. Das Auftauchen von deutschen Panzerspitzen führte zu einem weiteren Ausweichen der verbliebenen Kräfte.
- 7. Juni 1940: Die erschöpften Reste des 6. Dragonerregiments schlossen sich dem 4. Husarenregiment an. Insgesamt waren noch 22 Offiziere, davon sieben von den Husaren vorhanden. Ein Drittel des Maschinengewehrbestandes und zwei Drittel der Panzerabwehrkanonen waren zerstört.
- 8. Juni 1940: Die Brigade bewegte sich nach Süden und deckte den Rückzug der „17e division d’infanterie“ (17. Infanteriedivision) nach Rouen. 16 Stunden später wurde der Verband aus dieser Mission entlassen und erhielt den Befehl, die Seine und den Unterlauf der Andelys zu überqueren um sich dort zu erholen.
- 9. Juni 1940: Nach einem Marsch von 70 Kilometern war die Region Acquigny erreicht. Der Brigadekommandeur übernahm den Befehl über alle anwesenden französischen und britischen Truppen um dem Feind das Überqueren der Seine und das Eindringen in die Ortschaften Gaillon und Heudebouville (Gemeinde im Departement Seine-Eure) zu verwehren. Am Abend bildete die Brigade einen Abwehrriegel in der Linie Gaillon-Venable voie ferrée-Heudebouville. Es wurde vergeblich versucht, im Süden von Gaillon Anschluss an eigene Truppen zu finden, die rechte Flanke blieb ungedeckt. Ab dem Abend und die ganze Nacht hindurch fühlte der Feind immer wieder gegen die französischen Linien vor, die Artillerie beschoss währenddessen die Übergänge über den Fluss, Bac de Muids und die Insel Roule-Tosny.
- 10. Juni 1940: Feindliche Kräfte durchbrachen mit Luftunterstützung die Front. Die Husaren waren völlig erschöpft und mussten beim Angriff von ihren Offizieren wachgerüttelt werden. Als Heudebouville eingekesselt worden war, zeigten die britischen Einheiten eine gefährliche Apathie und waren nur schwer zum Kämpfen zu bewegen. Ein weiterer Angriff um 10.00 Uhr konnte abgewiesen werden.  Ab dem Mittag lag der Abschnitt der Husaren unter schwerem Artilleriefeuer, dem ein Infanterieangriff folgte. Die Situation wurde zunehmend schwieriger. Um 15:00 griff der Feind die Flanke südlich von Gaillon an. Daraufhin unterstellte der Brigadekommandeur alle ihm zur Verfügung stehenden Kräfte dem Kommandeur des 4. Husarenregiments. Die Front zog sich langsam nach Süden zurück, gedeckt von einigen britischen Panzern und den 4. Husaren, wodurch der Feind nur zögernd nachrückte.

In der Nacht erreichte die 5e brigade de cavalerie schließlich die Eure und quartierte sich im Wald und den Dörfern links des Flusses ein. Bis zu diesem Zeitpunkt waren weitere 8 Soldaten gefallen und 13 wurden noch vermisst.
- Die Verteidigung der Eure-Linie
- 11. Juni 1940: Um 01:00 Uhr erging ein Befehl, dass die Eure-Linie mit allen Kräften unbedingt zu halten sei. Die 6. Dragoner wurden nach Heudreville beordert, die 4. Husaren kamen nach Cailly, La Croix Saint-Leufroy, Crevecoeur und Autheuil mit der Aufgabe, die rechte Flanke zu decken. Diese Aufgabe durchzuführen war mit Schwierigkeiten verbunden, es war Nacht und die Truppe befand sich in einem völlig ausgelaugten Zustand. Die Deutsche Infanterie erreichte inzwischen die Waldspitze östlich des Flusses und rückte weiter durch das Tal vor. Der von den Husaren gehaltene Frontabschnitt wurde mit konzentriertem Artilleriefeuer belegt, während die deutschen Truppen begannen, gegen den rechten Flügel des Abschnitts vorzugehen. Nachdem die Situation unhaltbar geworden war, erging um 12.00 Uhr der Befehl der „3e division cavalerie légère“ (3. Leichte Kavalleriedivision) sich aus der Front zu lösen und die Verbände in Amfreville neu zu ordnen.

Das Regiment hatten wiederum Verluste, drei Offiziere, 10 Unteroffiziere und 25 Reiter waren tot oder verwundet. Zwei Fähnriche, der Adjutant Simard und der Lieutenant de Beauregard waren im Kampf gefallen. Am Abend des gleichen Tages konnte sich die Brigade im Westen des Flüsschens Iton bei Amfreville nach und nach sammeln.
- 12. Juni 1940: Nach einem Marsch über 60 Kilometer erreichten die Reste der Brigade die Region de Mare.
- 14. Juni 1940: Die Brigade wurde nach Alençon befohlen und traf nach heftigen Gefechten mit den deutschen Vorhuten hier ein. Anschließend erhielt das Regiment Marschbefehl nach dem Bois de Noirloup, westlich von Mayenne, wo die Division neu gegliedert werden sollte.
- 17. Juni 1940: Die Brigade befand sich im Forêt du Pertre bei Mayenne, als über Radio die Botschaft der Regierung Pétain verbreitet wurde:
<< L’heure est venue de cesser le combat………………la France demande un armistice>>  (Die Stunde ist gekommen, den Kampf einzustellen....Frankreich hat um einen Waffenstillstand gebeten.)

- 18. Juni 1940: Sammeln in Saint Germain le Guillaume (Département Mayenne). Die Brigade hatte in 17 Stunden 100 Kilometer zurückgelegt.
- 19. Juni 1940: Die Brigade verlegt in den Forêt de la Guerche de Bretagne. Vom 10. Mai bis zum 19. Juni war eine Strecke von 1100 Kilometern bewältigt worden. Die 4. Husaren bestanden nur noch aus den Resten von drei Schwadronen, die Verluste betrugen bis dahin mehr als 60 %.
- 22. Juni 1940: Im Radio erfolgt die Ankündigung, dass der Waffenstillstandes am 25. Juni unterzeichnet würde.
- 1. Juli 1940: Der Brigadekommandeur informierte die deutsche Kommandantur in Rennes über den Zustand seines Verbandes.
- 2. Juli 1940: Das Regiment wurde im Forêt de la Gerche aufgelöst.
- 6. Juli 1940: Die deutschen Militärbehörden geben bekannt, dass die „5e brigade de cavalerie“, gemäß den Waffenstillstandsbedingungen in die Kriegsgefangenschaft geht. Die Offiziere wurden in das Schloss von Châteaubriant gebracht, die Unteroffiziere und Mannschaften kamen in das Lager von Saverny.

- Neuaufstellung
- 15. Februar 1945: Das 4e régiment de hussards wurde im Centre d’organisation de l’arme blindée 422 in Rambouillet aus Angehörigen der Forces françaises de l’intérieur und Personal des EOABC 405[7] neu aufgestellt und im gleichen Monat nach Doué-la-Fontaine verlegt. Kommandeur wurde Colonel Reboul. Das Regiment wurde Ende März 1945 der 1e armée (1. Armee) zugeteilt und im Elsass eingesetzt. Am 8. Mai 1945, dem Tag des Waffenstillstandes befand es sich an der österreichischen Grenze. Unter seinem Kommandeur, Colonel Finaz kehrte es nach Frankreich zurück und bezog Garnison in Orléans. Nach nur sechsmonatiger Existenz wurde es am 30. Oktober 1945 aufgelöst, die Standarte wurde eingerollt und zur Aufbewahrung an das „2e régiment de hussards“ übergeben.

### Nach 1945
Am 15. Juli 1956 wurde das Regiment als Teil der „251e brigade d’infanterie“  neu aufgestellt und in Bône nach Algerien ausgeschifft. Aufgabe des Verbandes war der Einsatz im Algerienkrieg und hier speziell der Schutz der europäischen Landwirtschaftsbetriebe. Nachdem es wichtiger wurde, das Stromnetz zu sichern, wurde dem Regiment diese Mission übertragen.
- Zusammensetzung des Regiments:

Vier Schwadronen plus eine Stabsschwadron, sowie als Verstärkung eine Schwadron des „1e régiment de hussards parachutistes“. Ausgerüstet war die Einheit mit einigen Halbkettenfahrzeugen M3 sowie Jeeps.
Den Schwadronen war ein nicht unerheblicher Bereich zugewiesen worden. Er erstreckte sich im Osten von Constantine über die Städte und Ortschaften Mondovi, Barral, Boudaroua, Penthièvre, St Josèphe, Oued Fragha, Randon, Duvivier, Sidi Djémil, Kef Drari und Gouléa.
Bereits am 1. Februar 1959 wurde das Regiment wieder aufgelöst und in das „31e régiment de dragons“ (31. Dragonerregiment) eingegliedert.
Zwei Monate später, am 1. April 1959 löste man es aus dem 31. Dragonerregiment wieder heraus und stellte es wieder her. Kommandeur wurde der Lieutenant-colonel Oddo, bis dahin Kommandeur der 31. Dragoner. Die neuen Aufgaben lagen nunmehr weiter Richtung Gambetta, Souq Ahras und Dréa. Aufgabe war die Bewachung der elektrischen Überlandleitungen.
Das Regiment wurde hier zunächst mit dem Panzer M24 und dann mit dem Jagdpanzer AMX-13 ausgerüstet. Dazu wurde eine 5. Unterstützungsschwadron aufgestellt.
Im Oktober 1962 wurde das Regiment zurück nach Frankreich verlegt und bezog Garnison im Camp de Zimming im Kanton Boulay-Moselle.
1976 war das Regiment in Besançon stationiert.
Bis 2014 lag es in der Quartier Lizé in Montigny-lès-Metz und zog dann in das Quartier Colin um, in dem es sich aktuell befindet.

#### Ausstattung des Regiments

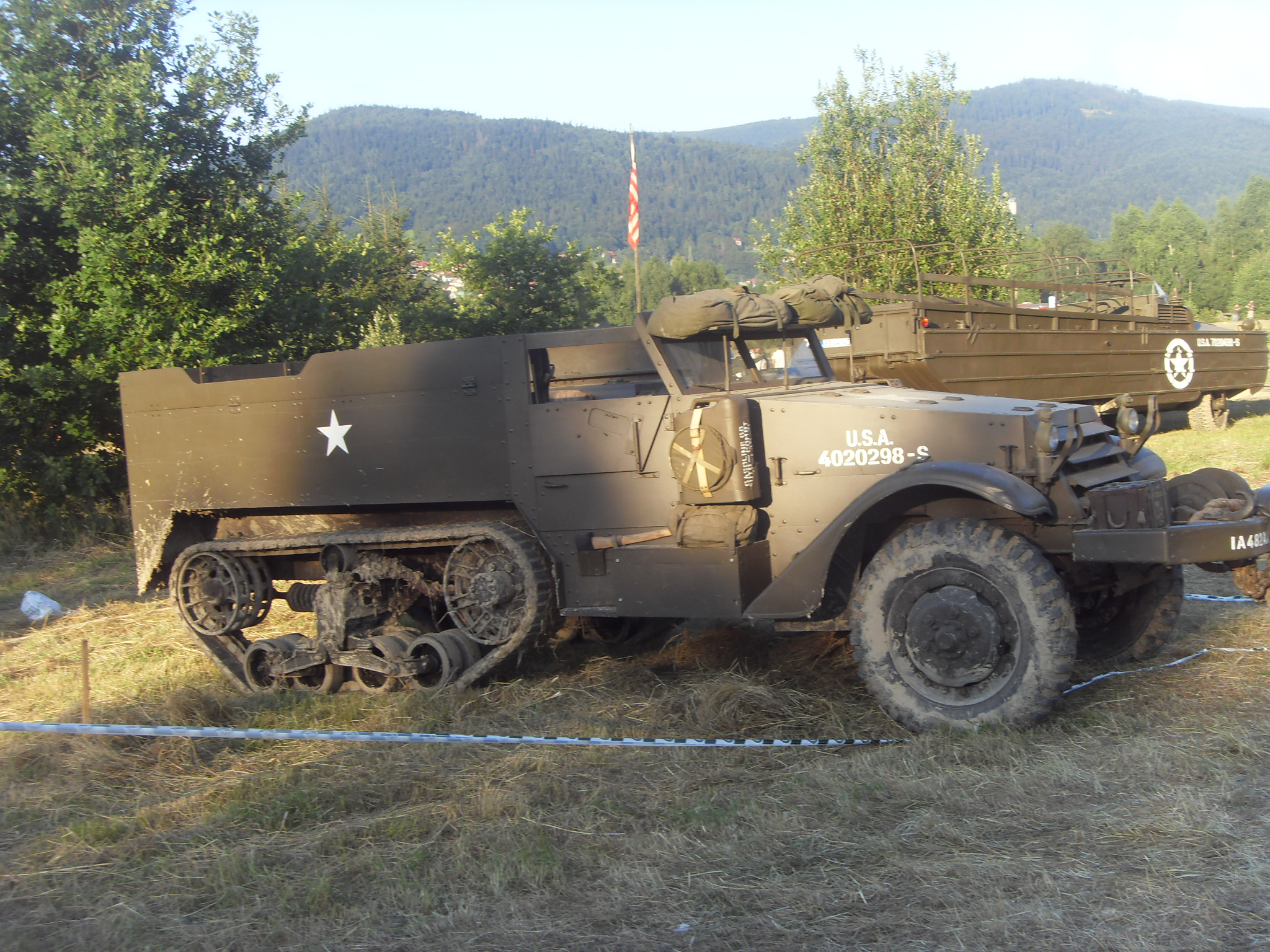
Halbkettenfahrzeug M3
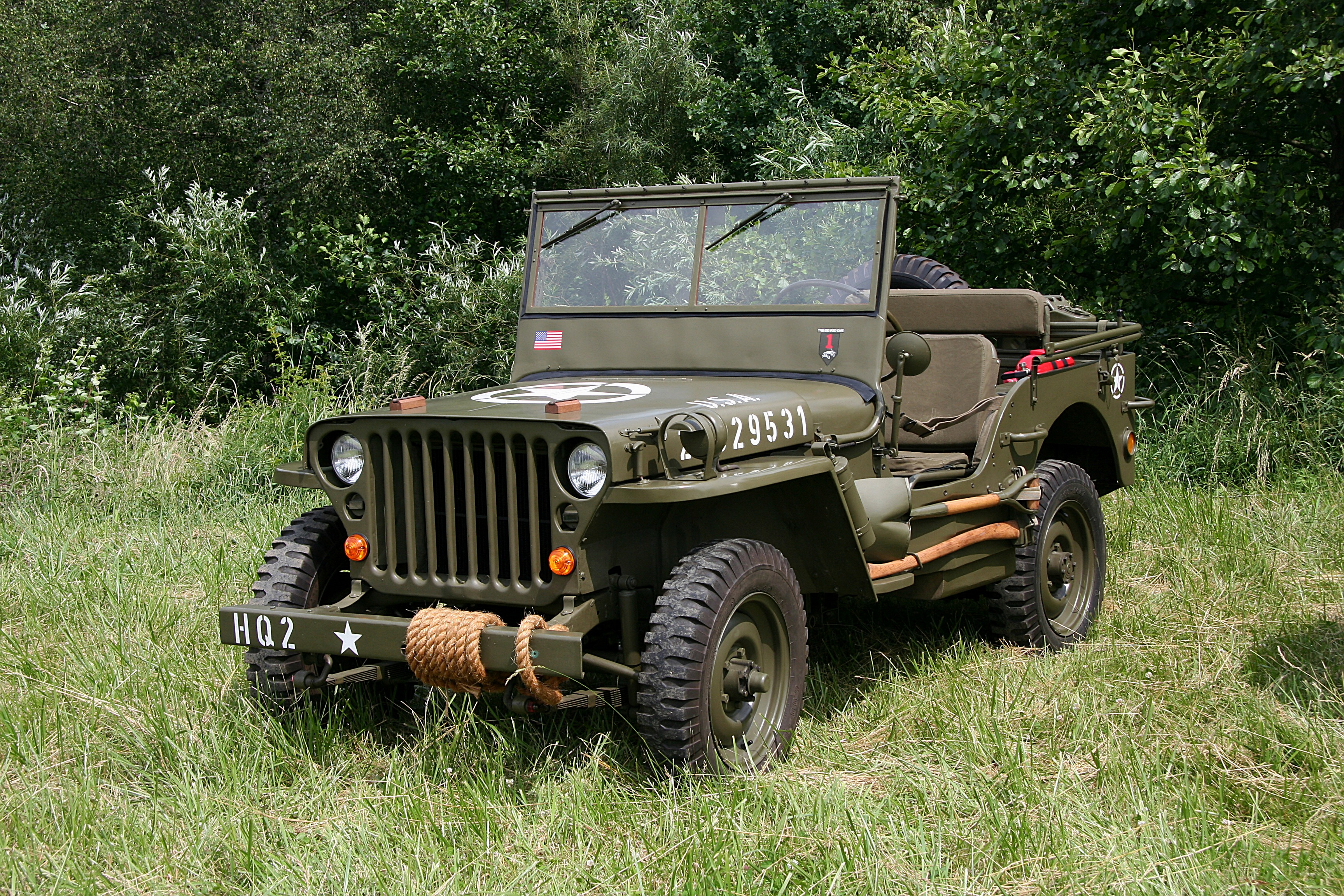
Jeep
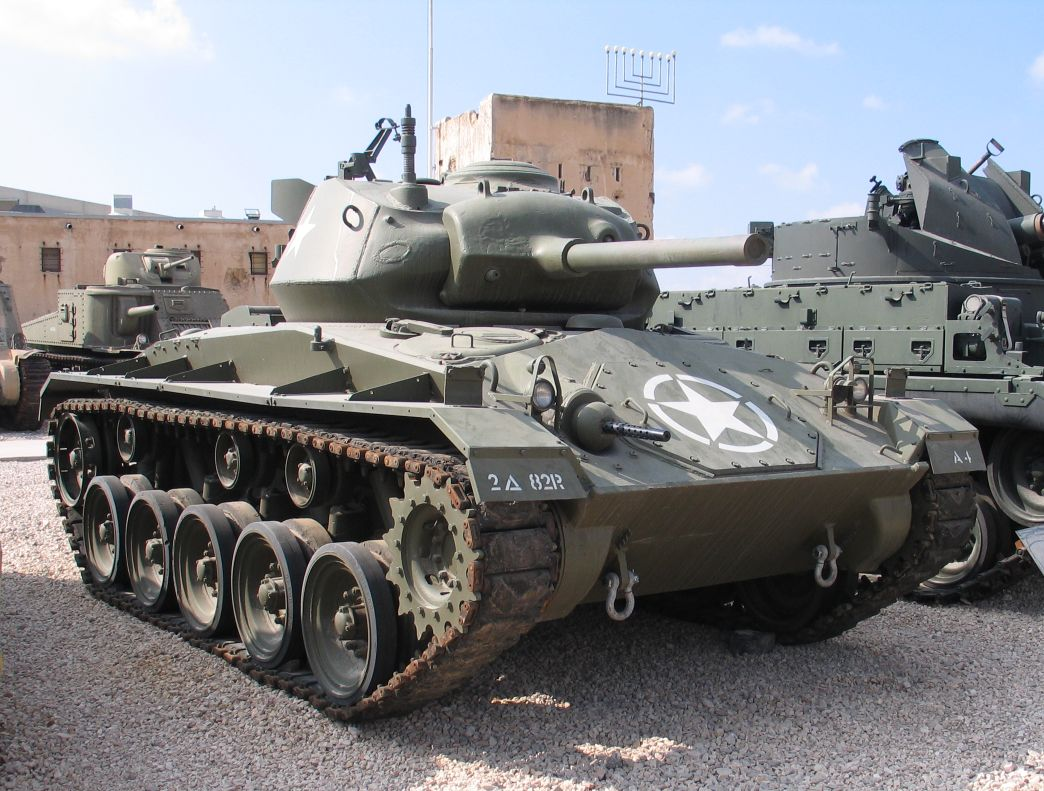
M24-Chaffee
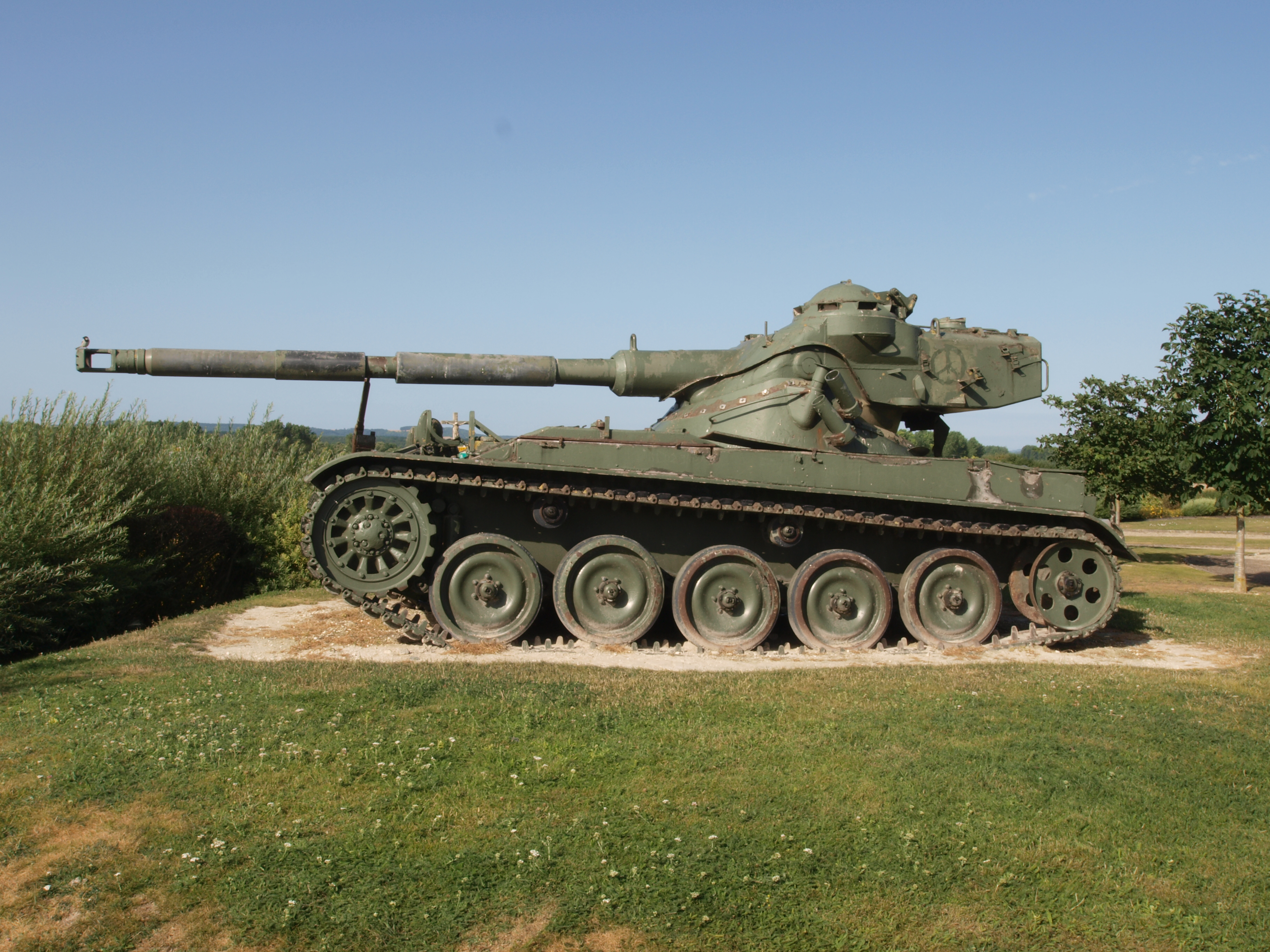
AMX-13

## Ehrungen
Die Standarte des Regiments führt in goldenen Lettern die folgenden Inschriften:
- Valmy 1792
- Hohenlinden 1800
- Austerlitz 1805
- Friedland 1807
- Kanghil 1855
- Guise 1914
- L’Escaut 1918
- AFN 1952–1962

- Das Fahnenband ist dekoriert mit dem

Croix de guerre (1914–1918) und einem silbernen Stern für eine lobende Erwähnung im Bericht der 4. Kavalleriedivision vom 14. September 1914, ausgefertigt auf Befehl von Général Abonneau (ordre numéro 6 du 14 septembre 1914).
Croix de guerre (1939–1945) mit einem Palmenzweig für eine lobenden Erwähnung im Armeebericht, unterzeichnet von Général Weygand (ordre numéro 211C du 2 septembre 1940).

## Bekannte Angehörige des Regiments
- Henri Jacques Guillaume Clarke (1765–1818): Maréchal de France, Capitaine im „Régiment Colonel-Général hussards“ im Jahre 1784
- Charles-Marie-Augustin, comte de Goyon (1803–1870): (Général de division), 1832 Capitaine im Regiment.
- Charles de Foucauld: 1880 in Pont-à-Mousson
- Charles-Joseph Boye: 25. April 1794 Chef de brigade 4e Hussards, General de brigade, Kommandeur der Ehrenlegion
- Christophe-Antoine Merlin: Regimentskommandeur 1796, General de brigade 1805, General de division 1814.
- Andre Burthe: Regimentskommandeur 1805, General de brigade 1810, Baron  1808.
- Michel Ney, Herzog von Elchingen, Fürst von der Moskwa

## Aktuell

### Auftrag und Bestand
- Die „4egroupe d’escadrons de hussards“ ist ein Führungs-Unterstützungsregiment für:

den Stab der Heeresregion Nordost
den Stab der Brigade de renseignement
die Groupement de recueil de l’information (GRI) (Informationssammelstelle)
das Sanitätsausbildungszentrum der Armee (CISAT)
den Stab der Verteidigungszone Ost (EMIAZD)
das Rekrutierungsbüro der Heeresregion  Nordost (GRS-RNTE) in Metz
für 11 militärische Liegenschaften in Metz und weitere 17 im Département Moselle
Der Personalbestand beträgt mehr als 500 Militärangehörige in den auftragsgebundenen Schwadronen.
Dazu kommt eine „Escadron d’instruction“ (Ausbildungsschwadron) und die „Escadron de commandement et de quartier général“ (Stabsschwadron).

### Adresse
4e groupe d’escadrons de hussards

Quartier Colin - Rue Du Général Franiatte – BP 03

57950 Montigny-lès-Metz